# Hošperk
Hošperk ist eine Wüstung auf dem Gebiet der Gemeinde Žďárná im Okres Blansko, Tschechien. Sie liegt drei Kilometer östlich von Žďárná dicht bei der zu Protivanov gehörigen Rotte Obora.

## Lage
Die Wüstung Hošperk befindet sich rechtsseitig des Baches Luha im Drahaner Bergland.

## Geschichte
Das Dorf wurde vermutlich im 13. Jahrhundert während der Kolonisation des Drahaner Berglandes gegründet. Schriftliche Überlieferung dazu ist nicht vorhanden; ebenso ist nicht bekannt, wann und warum das Dorf erlosch. Auf den Fluren von Hošperk ausgegrabene Keramikreste lassen sich jedoch in die Zeit zwischen dem 13. und dem Anfang des 16. Jahrhunderts datieren.
Die einzige urkundliche Erwähnung des bereits öden Dorfes Hossperk, das auch Zahoru genannt wurde, erfolgte 1569 im Zuge des Verkaufs der Burg Boskowitz durch Veit Eder von Sstiawnicz an Jaroš von Zástřizl in der Landtafel.
In der zweiten Hälfte des 16. Jahrhunderts ließen die Herren von Zástřizl in der Gegend einen herrschaftlichen Tiergarten anlegen.
Am nördlichen Ende der Wüstung entstand im 17. Jahrhundert das Jagdschloss Hirschberg (Hiršperk), das die Grafen von Dietrichstein in der ersten Hälfte des 18. Jahrhunderts zum Meierhof Thiergartenhof (Oborský dvůr) umgestalten ließen. 